# Gare de Toul
La gare de Toul est une gare ferroviaire française des lignes de Noisy-le-Sec à Strasbourg-Ville (Paris – Strasbourg) et de Culmont-Chalindrey à Toul, située sur le territoire de la commune de Toul, dans le département de Meurthe-et-Moselle, en région Grand Est.
Elle est mise en service en 1852 par la Compagnie du chemin de fer de Paris à Strasbourg, qui devient la Compagnie des chemins de fer de l'Est en 1854. C'est une gare de la Société nationale des chemins de fer français (SNCF), desservie par des Intercités et des trains régionaux du réseau TER Grand Est.

## Situation ferroviaire
La gare de bifurcation de Toul est située au point kilométrique (PK) 319,378 de la ligne de Noisy-le-Sec à Strasbourg-Ville, entre les gares de Foug et de Fontenoy-sur-Moselle, et l'aboutissement au PK 113,986 de la ligne de Culmont - Chalindrey à Toul. Elle était également l'origine de la ligne de Toul à Rosières-aux-Salines (partiellement déclassée). Son altitude est de 221 m.

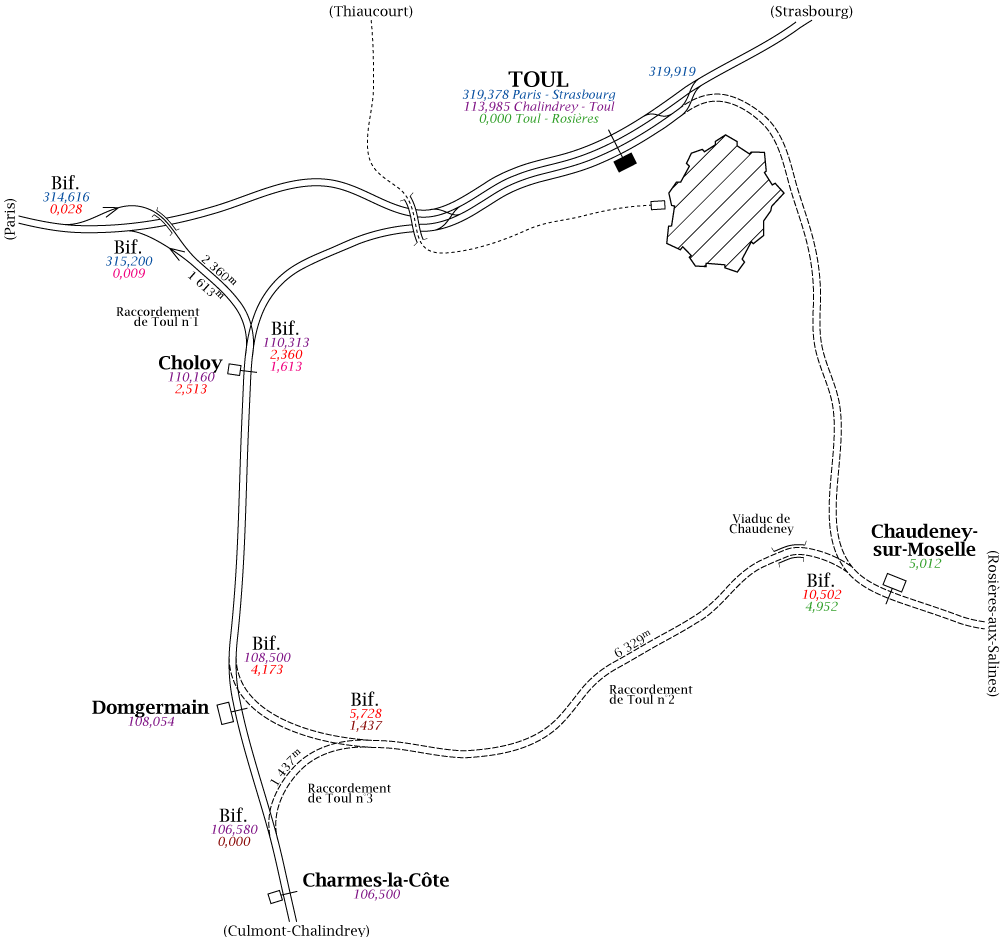
Nœud ferroviaire de Toul.

## Histoire

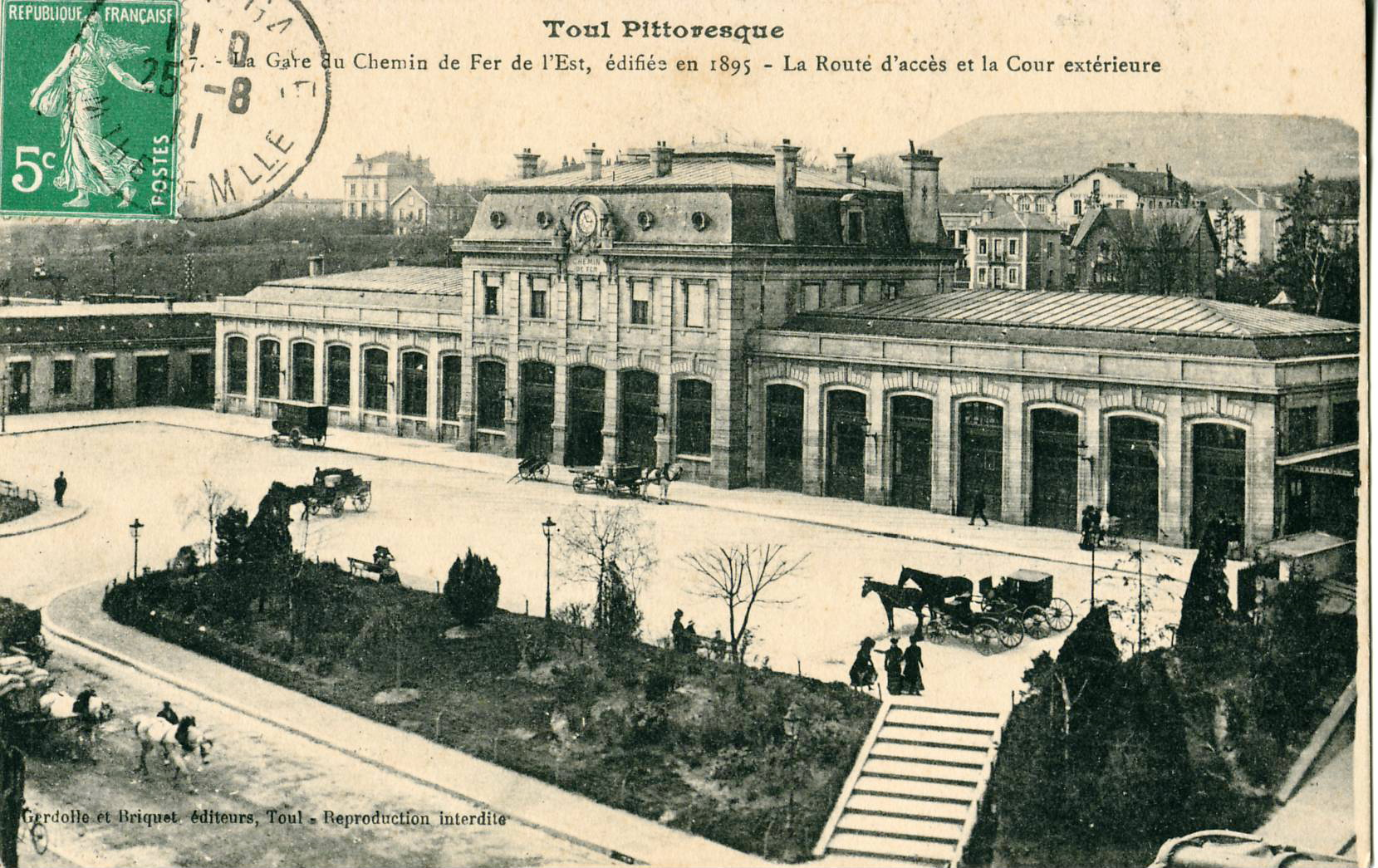
La gare, vers 1911.

La station de Toul est mise en service le 19 juin 1852 par la Compagnie du chemin de fer de Paris à Strasbourg, lorsqu'elle ouvre à l'exploitation la section de Commercy à Frouard de sa ligne de Paris à Strasbourg. Elle est établie à l'extérieur des fortifications de la ville, sur la rive nord du canal. Le bâtiment date de 1895.
En 2016, selon les estimations de la SNCF, la fréquentation annuelle de la gare est de 216 480 voyageurs, après 219 889 voyageurs en 2015 et 225 582 voyageurs en 2014.
La desserte TGV de Toul est supprimée à l'occasion du service annuel 2019 (commençant le 9 décembre 2018), pour une durée estimée à cinq ans, en raison de travaux d'agrandissement de la gare de Lyon-Part-Dieu ; une substitution par TER est alors mise en place entre Nancy et Dijon, où est assurée la correspondance avec les TGV vers Lyon et au-delà. Finalement, ladite desserte TGV n'est pas restaurée par la suite, mais un Intercités Nancy – Dijon – Lyon-Perrache circule depuis décembre 2024 ; il s'agit du prélude à une liaison Metz – Lyon prévue en 2029,.

## Fréquentation
De 2015 à 2024, selon les estimations de la SNCF, la fréquentation annuelle de la gare s'élève aux nombres indiqués dans le tableau ci-dessous.
| Année                      | 2015    | 2016    | 2017    | 2018    | 2019    | 2020    | 2021    | 2022    | 2023    | 2024    |
| -------------------------- | ------- | ------- | ------- | ------- | ------- | ------- | ------- | ------- | ------- | ------- |
| Voyageurs                  | 232 067 | 230 441 | 258 636 | 251 538 | 274 607 | 184 300 | 237 622 | 323 201 | 390 891 | 435 931 |
| Voyageurs et non voyageurs | 290 084 | 288 052 | 323 295 | 314 423 | 343 259 | 230 375 | 297 027 | 404 001 | 488 613 | 544 913 |

## Service des voyageurs

### Accueil
Gare SNCF, elle dispose d'un bâtiment voyageurs, avec guichet, ouvert tous les jours. Elle est équipée d'automates pour l'achat de titres de transport. C'est une gare « ACCES TER LORRAINE METROLOR », disposant d'aménagements, d'équipements et services pour les personnes à la mobilité réduite.

### Desserte
Toul est desservie par :
- un Intercités, reliant Nancy-Ville à Lyon-Perrache via Dijon-Ville ;
- des trains TER Grand Est, qui effectuent des missions entre les gares de Nancy-Ville et de Reims, ou d'Épernay, ou de Châlons-en-Champagne, ou de Revigny ; de Paris-Est et de Strasbourg-Ville ; de Nancy-Ville et de Bar-le-Duc ; de Nancy-Ville et de Neufchâteau ou de Dijon-Ville.

### Intermodalité
Un parking est aménagé.

## Service des marchandises
La gare de Toul est ouverte au service du fret